# Utricularia lloydii
Utricularia lloydii — вид рослин із родини пухирникових (Lentibulariaceae).

## Середовище проживання
Зростає в Панамі й Південній Америці — Венесуела (Амазонас), Суринам, Французька Гвіана, Болівія (Бені), Бразилія (Амазонас, Токантінс, Мату-Гросу, Гояс).